# 格拉姆斯城堡
格拉姆斯城堡（英語：Glamis Castle，/ˈɡlɑːmz/）是位於英國蘇格蘭安格斯地區格拉姆斯的一座城堡，對公眾開放。自14世紀開始，格拉姆斯城堡就是里昂家族的居住地。現在的建築則大多修建於17世紀時期。格拉姆斯城堡是蘇格蘭的A級保護建築，也是蘇格蘭著名的觀光景點。

## 外部連結

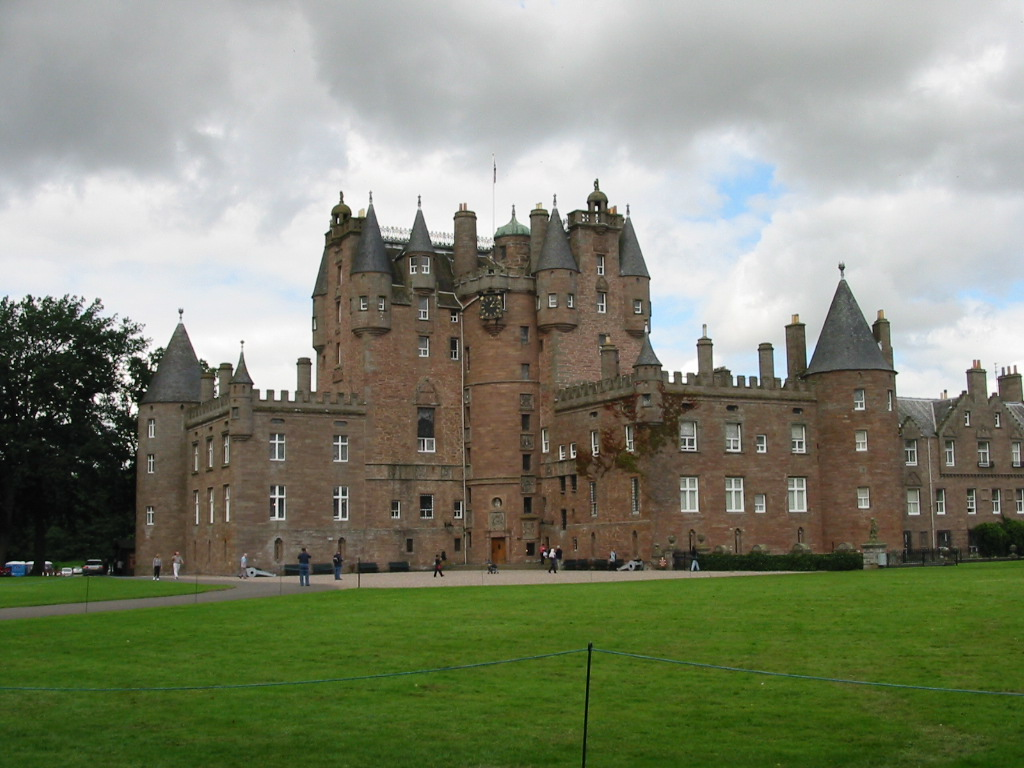
葛拉米城堡

- Glamis Castle web site （页面存档备份，存于）
- Ghosts and Hauntings in Glamis Castle, Mysterious Britain
- The Monster of Glamis Archive.today的存檔，存档日期2013-02-02, article by Mike Dash